# Cantonul Dijon-2
Cantonul Dijon-2 este un canton din arondismentul Dijon, departamentul Côte-d'Or, regiunea Burgundia, Franța.

## Comune
| Comune                 | Populație (1999) | Cod poștal | Cod INSEE |
| ---------------------- | ---------------- | ---------- | --------- |
| Arc-sur-Tille          | 2 458            | 21560      | 21021     |
| Bressey-sur-Tille      | 636              | 21560      | 21105     |
| Chevigny-Saint-Sauveur | 9 460            | 21800      | 21171     |
| Couternon              | 1 608            | 21560      | 21209     |
| Crimolois              | 577              | 21800      | 21213     |
| Dijon                  | 10 750 (1)       | 21000      | 21231     |
| Quetigny               | 9 546            | 21800      | 21515     |
| Remilly-sur-Tille      | 803              | 21560      | 21521     |
| Sennecey-lès-Dijon     | 2 305            | 21800      | 21605     |